# Sanremo-Festival 2020
Die 70. Ausgabe des Festival della Canzone Italiana di Sanremo fand 2020 vom 4. bis zum 8. Februar im Teatro Ariston in Sanremo statt und wurde von Amadeus moderiert.
Sieger des Wettbewerbs war Diodato mit dem Lied Fai rumore.

## Organisation

### Allgemein
Das Festival wurde vom öffentlich-rechtlichen Rundfunk Italiens Rai organisiert. Amadeus moderierte das Festival zum ersten Mal und war gleichzeitig künstlerischer Leiter (direttore artistico) der Veranstaltung. An seiner Seite traten an jedem Abend wechselnde Komoderatorinnen in Erscheinung: Diletta Leotta, Rula Jebreal, Emma D’Aquino, Laura Chimenti, Sabrina Salerno, Georgina Rodríguez, Alketa Vejsiu, Antonella Clerici, Francesca Sofia Novello und Mara Venier. Außerdem wurde er vom Komiker Fiorello und dem Sänger Tiziano Ferro als wiederkehrenden Gästen begleitet. Für die musikalische Leitung (direzione musicale) war Leonardo de Amicis verantwortlich, die Bühnenausstattung stammte von Gaetano Catelli und Regie führte Stefano Vicario.

### Presseraum
Als Presseraum (Sala Stampa) wird die aus akkreditierten Radio- und TV-Journalisten zusammengesetzte Jury bezeichnet, deren Abstimmung an den letzten drei Abenden 33 % der Wertung ausmachte.

### Demoskopische Jury
Die demoskopische Jury (giuria demoscopica) stellt eine Stichprobe aus 300 zufällig ausgewählten Musikkonsumenten dar, die von zuhause aus über ein elektronisches System abstimmen. Sie stimmte an allen Abenden ab und machte jeweils 33 % der Wertung aus.

### Vorentscheidung zum Eurovision Song Contest
In den Regeln zum Sanremo-Festival 2020 wurde eine neue Klausel eingeführt, die besagt, dass alle Teilnehmer bereits im Vorfeld bestimmen müssen, ob sie im Falle eines Sieges auch beim Eurovision Song Contest 2020 antreten wollen. Sollte der Sieger die Teilnahme verneint haben, behält sich die Rai vor, einen Teilnehmer aus der Hauptkategorie auszuwählen, der zuvor bestätigte, dass er beim ESC antreten wolle.

## Teilnehmende Beiträge

### KategorieCampioni
22 Teilnehmer gab Amadeus am 31. Dezember 2019 in einem Interview mit der Tageszeitung La Repubblica bekannt. Weitere zwei Teilnehmer sowie die Titel sämtlicher Beiträge wurden am 6. Januar 2020 in der Fernsehsendung I soliti ignoti vorgestellt. Bugo und Morgan waren mit dem Beitrag Sincero im Rennen, wurden jedoch am vierten Abend nach Regelverstößen disqualifiziert.
| Platzierung     | Interpret                 | Lied                         | Autoren                                                                                               |
| --------------- | ------------------------- | ---------------------------- | --- |
| 1               | Diodato                   | Fai rumore                   | Diodato, Edwyn Roberts                                                                                |
| 2               | Francesco Gabbani         | Viceversa                    | Francesco Gabbani, Pacifico                                                                           |
| 3               | Pinguini Tattici Nucleari | Ringo Starr                  | Pinguini Tattici Nucleari                                                                             |
| 4               | Le Vibrazioni             | Dov’è                        | Roberto Casalino, Davide Simonetta, Francesco Sarcina                                                 |
| 5               | Piero Pelù                | Gigante                      | Piero Pelù, Luca Chiaravalli                                                                          |
| 6               | Tosca                     | Ho amato tutto               | Piero Cantarelli                                                                                      |
| 7               | Elodie                    | Andromeda                    | Mahmood, Dardust                                                                                      |
| 8               | Achille Lauro             | Me ne frego                  | Achille Lauro, Davide Petrella, Daniele Dezi, Daniele Mungai, Matteo Ciceroni, Edoardo Manozzi        |
| 9               | Irene Grandi              | Finalmente io                | Vasco Rossi, Gaetano Curreri, Andrea Righi, Roberto Casini                                            |
| 10              | Rancore                   | Eden                         | Rancore, Dardust                                                                                      |
| 11              | Raphael Gualazzi          | Carioca                      | Raphael Gualazzi, Davide Petrella, Davide Pavanello                                                   |
| 12              | Levante                   | Tikibombom                   | Levante                                                                                               |
| 13              | Anastasio                 | Rosso di rabbia              | Anastasio, Luciano Serventi, Marco Azara, Stefano Tartaglini                                          |
| 14              | Alberto Urso              | Il sole ad est               | Piero Romitelli, Gerardo Pulli                                                                        |
| 15              | Marco Masini              | Il confronto                 | Marco Masini, Federica Camba, Daniele Coro                                                            |
| 16              | Paolo Jannacci            | Voglio parlarti adesso       | Paolo Jannacci, Andrea Bonomo, Emiliano Bassi, Maurizio Bassi                                         |
| 17              | Rita Pavone               | Niente (Resilienza 74)       | Giorgio Merk                                                                                          |
| 18              | Michele Zarrillo          | Nell’estasi o nel fango      | Valentina Parisse, Michele Zarrillo                                                                   |
| 19              | Enrico Nigiotti           | Baciami adesso               | Enrico Nigiotti                                                                                       |
| 20              | Giordana Angi             | Come mia madre               | Giordana Angi, Manuel Finotti                                                                         |
| 21              | Elettra Lamborghini       | Musica (e il resto scompare) | Michele Canova Iorfida, Davide Petrella                                                               |
| 22              | Junior Cally              | No grazie                    | Junior Cally, Jacopo Ettorre, Federico Mercuri, Giordano Cremona, Eugenio Maimone, Leonardo Grillotti |
| 23              | Riki                      | Lo sappiamo entrambi         | Riki, Riccardo Scirè                                                                                  |
| disqualifiziert | Bugo und Morgan           | Sincero                      | Bugo, Andrea Bonomo, Morgan, Simone Bertolotti                                                        |

### KategorieNuove Proposte
Das Teilnehmerfeld der Newcomer-Kategorie setzte sich in diesem Jahr aus den fünf Finalisten des Wettbewerbs Sanremo Giovani, zwei der Finalisten des Wettbewerbs Area Sanremo (Matteo Faustini; Gabriella Martinelli und Lula) und der Siegerin der Castingshow Sanremo Young (Tecla) zusammen. Das Finale von Sanremo Giovani fand am 19. Dezember 2019 im Kasino von Sanremo statt und wurde auf Rai 1 ausgestrahlt; das Ergebnis wurde von Fernsehjury (bestehend aus Piero Chiambretti, Pippo Baudo, Antonella Clerici, Carlo Conti und Gigi D’Alessio), demoskopischer Jury, Musikkommission und Televoting bestimmt.
- Sieger
- Im Halbfinale ausgeschieden
- In der Vorrunde ausgeschieden

| Platzierung | Interpret                     | Lied                 | Autoren                                                                      |
| ----------- | ----------------------------- | -------------------- | ---------------------------------------------------------------------------- |
| 1           | Leo Gassmann                  | Vai bene così        | Leo Gassmann, Matteo Costanzo                                                |
| 2           | Tecla                         | 8 Marzo              | Piero Romitelli, Rory Di Benedetto, Emilio Munda, Rosario Canale, Marco Vito |
|             | Marco Sentieri                | Billy Blu            | Giampiero Artegiani                                                          |
|             | Fasma                         | Per sentirmi vivo    | Fasma, Luigi Zammarano                                                       |
|             | Eugenio in Via Di Gioia       | Tsunami              | Eugenio Cesaro, Lorenzo Federici, Eugenio Via, Paolo Di Gioia, Dardust       |
|             | Fadi                          | Due noi              | Fadi, Antonio Filippelli                                                     |
|             | Gabriella Martinelli und Lula | Il gigante d’acciaio | Gabriella Martinelli, Lula, Paolo Mazziotti                                  |
|             | Matteo Faustini               | Nel bene e nel male  | Matteo Faustini, Marco Rettani                                               |

## Preise

### KategorieCampioni
- Sieger: Diodato – Fai rumore
- Kritikerpreis „Mia Martini“: Diodato – Fai rumore
- Pressepreis „Lucio Dalla“: Diodato – Fai rumore
- Premio “Sergio Bardotti” für den besten Text: Rancore – Eden
- Premio “Giancarlo Bigazzi” für die beste Komposition: Tosca – Ho amato tutto
- Premio TIMmusic für das meistgestreamte Lied: Francesco Gabbani – Viceversa
- Premio Lunezia für den besten Text: Diodato – Fai rumore[5]
- Premio “Nilla Pizzi” für die beste Interpretation: Tosca – Ho amato tutto[6]

### KategorieNuove Proposte
- Sieger: Leo Gassmann – Vai bene così
- Kritikerpreis „Mia Martini“: Eugenio in Via Di Gioia – Tsunami
- Pressepreis „Lucio Dalla“: Tecla – 8 marzo
- Premio Lunezia für den besten Text: Matteo Faustini – Nel bene e nel male[5]
- Premio “Enzo Jannacci” für die beste Interpretation: Tecla – 8 marzo[7]

### Lebenswerk
- Premio Città di Sanremo: Ricchi e Poveri

## Abende

### Erster Abend
Am ersten Abend traten zwölf der 24 Kandidaten auf. Auf der Grundlage der Abstimmung der demoskopischen Jury wurde am Ende des Abends eine provisorische Rangliste erstellt. Ebenso traten vier der acht Newcomer paarweise gegeneinander an; die demoskopische Jury bestimmte die zwei Sieger der Duelle.
Komoderatorinnen des Abends waren Diletta Leotta und Rula Jebreal.

#### Auftritte derCampioni
| Reihenfolge des Auftritts | Interpret        | Lied                   | Platzierung (Demoskop. Jury) |
| ------------------------- | ---------------- | ---------------------- | ---------------------------- |
| 1                         | Irene Grandi     | Finalmente io          | 4.                           |
| 2                         | Marco Masini     | Il confronto           | 5.                           |
| 3                         | Rita Pavone      | Niente (Resilienza 74) | 10.                          |
| 4                         | Achille Lauro    | Me ne frego            | 9.                           |
| 5                         | Diodato          | Fai rumore             | 3.                           |
| 6                         | Le Vibrazioni    | Dov’è                  | 1.                           |
| 7                         | Anastasio        | Rosso di rabbia        | 8.                           |
| 8                         | Elodie           | Andromeda              | 2.                           |
| 9                         | Bugo und Morgan  | Sincero                | 12.                          |
| 10                        | Alberto Urso     | Il sole ad est         | 6.                           |
| 11                        | Riki             | Lo sappiamo entrambi   | 11.                          |
| 12                        | Raphael Gualazzi | Carioca                | 7.                           |

#### Auftritte derNuove Proposte
| Duell | Reihenfolge des Auftritts | Interpret               | Lied          | Abstimmungsergebnisse (Demoskopische Jury) |
| ----- | ------------------------- | ----------------------- | ------------- | ------------------------------------------ |
| I     | 1                         | Eugenio in Via Di Gioia | Tsunami       | 49,4 %                                     |
| I     | 2                         | Tecla                   | 8 Marzo       | 50,6 %                                     |
| II    | 3                         | Fadi                    | Due noi       | 46,0 %                                     |
| II    | 4                         | Leo Gassmann            | Vai bene così | 54,0 %                                     |

#### Gäste
- Fiorello (Komiker)
- Tiziano Ferro (Sänger)
- Al Bano & Romina Power (Sänger) mit Romina Carrisi
- Pierfrancesco Favino, Micaela Ramazzotti, Kim Rossi Stuart, Claudio Santamaria, Alma Noce, Francesco Centorame, Andrea Pittorino, Riccardo Morozzi (Schauspieler)
- Gabriele Muccino (Regisseur)
- Emma Marrone (Sängerin)
- Gessica Notaro und Antonio Maggio (Sänger)

### Zweiter Abend
Der zweite Abend folgte dem Ablauf des ersten Abends; zusätzlich wurde am Ende eine provisorische Gesamtwertung der 24 Beiträge präsentiert.
Die Komoderatorinnen des Abends waren Laura Chimenti, Emma D’Aquino und Sabrina Salerno.

#### Auftritte derCampioni
| Reihenfolge des Auftritts | Interpret                 | Lied                         | Platzierung (Demoskop. Jury) |
| ------------------------- | ------------------------- | ---------------------------- | ---------------------------- |
| 1                         | Piero Pelù                | Gigante                      | 2.                           |
| 2                         | Elettra Lamborghini       | Musica (e il resto scompare) | 10.                          |
| 3                         | Enrico Nigiotti           | Baciami adesso               | 9.                           |
| 4                         | Levante                   | Tikibombom                   | 6.                           |
| 5                         | Pinguini Tattici Nucleari | Ringo Starr                  | 3.                           |
| 6                         | Tosca                     | Ho amato tutto               | 4.                           |
| 7                         | Francesco Gabbani         | Viceversa                    | 1.                           |
| 8                         | Paolo Jannacci            | Voglio parlarti adesso       | 8.                           |
| 9                         | Rancore                   | Eden                         | 11.                          |
| 10                        | Junior Cally              | No grazie                    | 12.                          |
| 11                        | Giordana Angi             | Come mia madre               | 7.                           |
| 12                        | Michele Zarrillo          | Nell'estasi o nel fango      | 5.                           |

#### Auftritte derNuove Proposte
| Duell | Reihenfolge des Auftritts | Interpret                     | Lied                 | Abstimmungsergebnisse (Demoskopische Jury) |
| ----- | ------------------------- | ----------------------------- | -------------------- | ------------------------------------------ |
| I     | 1                         | Gabriella Martinelli und Lula | Il gigante d’acciaio | 49,0 %                                     |
| I     | 2                         | Fasma                         | Per sentirmi vivo    | 51,0 %                                     |
| II    | 3                         | Marco Sentieri                | Billy Blu            | 52,0 %                                     |
| II    | 4                         | Matteo Faustini               | Nel bene e nel male  | 48,0 %                                     |

#### Gäste
- Fiorello (Komiker)
- Tiziano Ferro (Sänger)
- Novak Đoković (Sportler)
- Massimo Ranieri (Sänger)
- Paolo Palumbo mit Kumalibre und Andrea Cutri (Sänger)
- Ricchi e Poveri (Band)
- Zucchero (Sänger)
- Gigi D’Alessio (Sänger)

### Dritter Abend
Am dritten Abend traten alle 24 Kandidaten mit Coverversionen von Liedern aus der Festivalgeschichte auf, wahlweise begleitet von Gästen. Die Cover wurden von den Orchestermusikern bewertet; diese Wertung wird in die Gesamtwertung der Festivalbeiträge miteinbezogen.
Komoderatorinnen des Abends waren Georgina Rodríguez und Alketa Vejsiu.

#### Auftritte
| Reihenfolge des Auftritts | Interpret (Duettpartner)                             | Lied (Originalinterpret)                                              | Platzierung (Orchester) |
| ------------------------- | ---------------------------------------------------- | --------------------------------------------------------------------- | ----------------------- |
| 1                         | Michele Zarrillo (Fausto Leali)                      | Deborah (Fausto Leali)                                                | 15.                     |
| 2                         | Junior Cally (Viito)                                 | Vado al massimo (Vasco Rossi)                                         | 21.                     |
| 3                         | Marco Masini (Arisa)                                 | Vacanze romane (Matia Bazar)                                          | 10.                     |
| 4                         | Riki (Ana Mena)                                      | L’edera (Nilla Pizzi)                                                 | 22.                     |
| 5                         | Raphael Gualazzi (Simona Molinari)                   | E se domani (Mina)                                                    | 11.                     |
| 6                         | Anastasio (Premiata Forneria Marconi)                | Spalle al muro (Renato Zero)                                          | 4.                      |
| 7                         | Levante (Francesca Michielin, Maria Antonietta)      | Si può dare di più (Umberto Tozzi, Gianni Morandi und Enrico Ruggeri) | 17.                     |
| 8                         | Alberto Urso (Ornella Vanoni)                        | La voce del silenzio (Tony Del Monaco)                                | 20.                     |
| 9                         | Elodie (Aeham Ahmad)                                 | Adesso tu (Eros Ramazzotti)                                           | 19.                     |
| 10                        | Rancore (Dardust, La Rappresentante di Lista)        | Luce (tramonti a nord est) (Elisa)                                    | 9.                      |
| 11                        | Pinguini Tattici Nucleari                            | Settanta volte A                                                      | 3.                      |
| 12                        | Enrico Nigiotti (Simone Cristicchi)                  | Ti regalerò una rosa (Simone Cristicchi)                              | 12.                     |
| 13                        | Giordana Angi (Solis String Quartet)                 | La nevicata del ’56 (Mia Martini)                                     | 18.                     |
| 14                        | Le Vibrazioni (Canova)                               | Un’emozione da poco (Anna Oxa)                                        | 6.                      |
| 15                        | Diodato (Nina Zilli)                                 | 24 mila baci (Adriano Celentano)                                      | 5.                      |
| 16                        | Tosca (Sílvia Pérez Cruz)                            | Piazza Grande (Lucio Dalla)                                           | 1.                      |
| 17                        | Rita Pavone (Amedeo Minghi)                          | 1950 (Amedeo Minghi)                                                  | 13.                     |
| 18                        | Achille Lauro (Annalisa)                             | Gli uomini non cambiano (Mia Martini)                                 | 16.                     |
| 19                        | Bugo und Morgan                                      | Canzone per te (Sergio Endrigo)                                       | 24.                     |
| 20                        | Irene Grandi (Bobo Rondelli)                         | La musica è finita (Ornella Vanoni)                                   | 14.                     |
| 21                        | Piero Pelù                                           | Cuore matto (Little Tony)                                             | 2.                      |
| 22                        | Paolo Jannacci (Francesco Mandelli, Daniele Moretto) | Se me lo dicevi prima (Enzo Jannacci)                                 | 7.                      |
| 23                        | Elettra Lamborghini (Myss Keta)                      | Non succederà più (Claudia Mori)                                      | 23.                     |
| 24                        | Francesco Gabbani                                    | L’italiano (Toto Cutugno)                                             | 8.                      |

#### Gäste
- Tiziano Ferro (Sänger)
- Alessandra Amoroso, Giorgia, Fiorella Mannoia, Laura Pausini, Gianna Nannini, Elisa, Emma Marrone (Sängerinnen)
- Lewis Capaldi (Sänger)
- Roberto Benigni (Komiker)
- Mika (Sänger)
- Bobby Solo (Sänger)

### Vierter Abend
In der Hauptkategorie traten die 24 Kandidaten am vierten Abend erneut mit ihren Beiträgen auf. Nach einer Abstimmung des Presseraums wurde eine neue Rangliste erstellt.
Außerdem traten die verbliebenen vier Newcomer erneut paarweise gegeneinander an; die zwei Finalisten wurden durch eine kombinierte Abstimmung von demoskopischer Jury (33 %), Presseraum (33 %) und Televoting (34 %) bestimmt. In der Endrunde wurde mit gleichbleibendem Abstimmungsmechanismus daraus der Siegerbeitrag gewählt.
Komoderatorinnen des Abends waren Antonella Clerici und Francesca Sofia Novello.

#### Auftritte derCampioni
| Reihenfolge des Auftritts | Interpret                 | Lied                         | Platzierung (Presseraum) |
| ------------------------- | ------------------------- | ---------------------------- | ------------------------ |
| 1                         | Paolo Jannacci            | Voglio parlarti adesso       | 13.                      |
| 2                         | Rancore                   | Eden                         | 7.                       |
| 3                         | Giordana Angi             | Come mia madre               | 19.                      |
| 4                         | Francesco Gabbani         | Viceversa                    | 2.                       |
| 5                         | Raphael Gualazzi          | Carioca                      | 12.                      |
| 6                         | Pinguini Tattici Nucleari | Ringo Starr                  | 3.                       |
| 7                         | Anastasio                 | Rosso di rabbia              | 11.                      |
| 8                         | Elodie                    | Andromeda                    | 8.                       |
| 9                         | Riki                      | Lo sappiamo entrambi         | 22.                      |
| 10                        | Diodato                   | Fai rumore                   | 1.                       |
| 11                        | Irene Grandi              | Finalmente io                | 10.                      |
| 12                        | Achille Lauro             | Me ne frego                  | 9.                       |
| 13                        | Piero Pelù                | Gigante                      | 5.                       |
| 14                        | Tosca                     | Ho amato tutto               | 6.                       |
| 15                        | Michele Zarrillo          | Nell’estasi o nel fango      | 20.                      |
| 16                        | Junior Cally              | No grazie                    | 17.                      |
| 17                        | Le Vibrazioni             | Dov’è                        | 4.                       |
| 18                        | Alberto Urso              | Il sole ad est               | 23.                      |
| 19                        | Levante                   | Tikibombom                   | 15.                      |
| 20                        | Bugo und Morgan           | Sincero B                    |                          |
| 21                        | Rita Pavone               | Niente (Resilienza 74)       | 14.                      |
| 22                        | Enrico Nigiotti           | Baciami adesso               | 21.                      |
| 23                        | Elettra Lamborghini       | Musica (e il resto scompare) | 18.                      |
| 24                        | Marco Masini              | Il confronto                 | 16.                      |

#### Auftritte derNuove Proposte
| Duell | Reihenfolge des Auftritts | Interpret      | Lied              | Abstimmungsergebnisse | Abstimmungsergebnisse | Abstimmungsergebnisse | Abstimmungsergebnisse |
| Duell | Reihenfolge des Auftritts | Interpret      | Lied              | Demoskop. Jury (33 %) | Presseraum (33 %)     | Televoting (34 %)     | Insgesamt             |
| ----- | ------------------------- | -------------- | ----------------- | --------------------- | --------------------- | --------------------- | --------------------- |
| I     | 1                         | Tecla          | 8 marzo           | 50,03 %               | 50,97 %               | 65,59 %               | 55,63 %               |
| I     | 2                         | Marco Sentieri | Billy Blu         | 49,97 %               | 49,03 %               | 34,41 %               | 44,37 %               |
| II    | 3                         | Leo Gassmann   | Vai bene così     | 51,68 %               | 52,03 %               | 46,84 %               | 50,15 %               |
| II    | 4                         | Fasma          | Per sentirmi vivo | 48,32 %               | 47,97 %               | 53,16 %               | 49,85 &               |

| Interpret    | Lied          | Abstimmungsergebnisse | Abstimmungsergebnisse | Abstimmungsergebnisse | Abstimmungsergebnisse |
| Interpret    | Lied          | Demoskop. Jury (33 %) | Presseraum (33 %)     | Televoting (34 %)     | Insgesamt             |
| ------------ | ------------- | --------------------- | --------------------- | --------------------- | --------------------- |
| Leo Gassmann | Vai bene così | 50,75 %               | 56,43 %               | 50,24 %               | 52,45 %               |
| Tecla        | 8 marzo       | 49,25 %               | 43,57 %               | 49,76 %               | 47,55 %               |

#### Gäste
- Fiorello (Komiker)
- Tiziano Ferro (Sänger)
- Dua Lipa (Sängerin)
- Tony Renis (Sänger)
- Ghali (Rapper)
- Gianna Nannini (Sängerin)
- Coez (Sänger)

### Fünfter Abend
Im Laufe des Finalabends traten ein letztes Mal alle 24 Kandidaten auf. Abstimmungsberechtigt waren wiederum demoskopische Jury (33 %), Presseraum (33 %) und Televoting (34 %). Die Ergebnisse aller Abende wurden summiert und ergaben die Finalwertung. Die drei Bestplatzierten kamen in die Schlussrunde, aus der mit gleichbleibendem Abstimmungssystem, aber ohne Berücksichtigung der vorhergehenden Abstimmungen, der Siegerbeitrag bestimmt wurde.
Komoderatorinnen des Abends waren Mara Venier, Diletta Leotta, Sabrina Salerno und Francesca Sofia Novello.

#### Auftritte derCampioni
| Reihenfolge des Auftritts | Interpret                 | Lied                         | Abstimmungsergebnisse | Abstimmungsergebnisse | Abstimmungsergebnisse | Abstimmungsergebnisse | Abstimmungsergebnisse | Abstimmungsergebnisse | Abstimmungsergebnisse |
| Reihenfolge des Auftritts | Interpret                 | Lied                         | 1./2. Abend (25 %)    | 3. Abend (25 %)       | 4. Abend (25 %)       | 5. Abend (25 %)       | 5. Abend (25 %)       | 5. Abend (25 %)       | Insgesamt             |
| Reihenfolge des Auftritts | Interpret                 | Lied                         | 1./2. Abend (25 %)    | 3. Abend (25 %)       | 4. Abend (25 %)       | Demoskop. Jury (33 %) | Presseraum (33 %)     | Televoting (34 %)     | Insgesamt             |
| ------------------------- | ------------------------- | ---------------------------- | --------------------- | --------------------- | --------------------- | --------------------- | --------------------- | --------------------- | --------------------- |
| 1                         | Michele Zarrillo          | Nell’estasi o nel fango      | 9.                    | 15.                   | 20.                   | 2,75 %                | 1,46 %                | 1,31 %                | 2,96 %                |
| 2                         | Elodie                    | Andromeda                    | 5.                    | 19.                   | 8.                    | 7,00 %                | 7,14 %                | 4,17 %                | 5,12 %                |
| 3                         | Enrico Nigiotti           | Baciami adesso               | 18.                   | 12.                   | 21.                   | 2,26 %                | 1,03 %                | 1,40 %                | 2,63 %                |
| 4                         | Irene Grandi              | Finalmente io                | 7.                    | 14.                   | 10.                   | 5,11 %                | 3,74 %                | 2,33 %                | 4,19 %                |
| 5                         | Alberto Urso              | Il sole ad est               | 12.                   | 20.                   | 23.                   | 3,43 %                | 0,99 %                | 11,43 %               | 3,67 %                |
| 6                         | Diodato                   | Fai rumore                   | 6.                    | 5.                    | 1.                    | 9,38 %                | 21,88 %               | 9,08 %                | 10,04 %               |
| 7                         | Marco Masini              | Il confronto                 | 11.                   | 10.                   | 16.                   | 3,54 %                | 1,93 %                | 2,86 %                | 3,60 %                |
| 8                         | Piero Pelù                | Gigante                      | 3.                    | 2.                    | 5.                    | 7,82 %                | 5,44 %                | 6,72 %                | 5,96 %                |
| 9                         | Levante                   | Tikibombom                   | 10.                   | 17.                   | 15.                   | 3,65 %                | 3,04 %                | 2,66 %                | 3,76 %                |
| 10                        | Pinguini Tattici Nucleari | Ringo Starr                  | 4.                    | 3.                    | 3.                    | 7,74 %                | 6,03 %                | 11,42 %               | 6,53 %                |
| 11                        | Achille Lauro             | Me ne frego                  | 17.                   | 16.                   | 9.                    | 4,22 %                | 5,05 %                | 9,37 %                | 4,57 %                |
| 12                        | Junior Cally              | No grazie                    | 23.                   | 21.                   | 17.                   | 1,40 %                | 1,74 %                | 1,46 %                | 2,26 %                |
| 13                        | Raphael Gualazzi          | Carioca                      | 14.                   | 11.                   | 12.                   | 3,90 %                | 3,94 %                | 1,73 %                | 3,78 %                |
| 14                        | Tosca                     | Ho amato tutto               | 8.                    | 1.                    | 6.                    | 5,22 %                | 6,36 %                | 2,41 %                | 5,23 %                |
| 15                        | Francesco Gabbani         | Viceversa                    | 1.                    | 8.                    | 2.                    | 9,78 %                | 10,30 %               | 14,75 %               | 8,06 %                |
| 16                        | Rita Pavone               | Niente (Resilienza 74)       | 19.                   | 13.                   | 14.                   | 2,28 %                | 2,20 %                | 1,36 %                | 3,19 %                |
| 17                        | Le Vibrazioni             | Dov’è                        | 2.                    | 6.                    | 4.                    | 8,75 %                | 5,64 %                | 4,63 %                | 6,06 %                |
| 18                        | Anastasio                 | Rosso di rabbia              | 15.                   | 4.                    | 11.                   | 3,03 %                | 2,32 %                | 2,17 %                | 3,72 %                |
| 19                        | Riki                      | Lo sappiamo entrambi         | 20.                   | 22.                   | 22.                   | 1,53 %                | 0,45 %                | 1,77 %                | 2,22 %                |
| 20                        | Giordana Angi             | Come mia madre               | 13.                   | 18.                   | 19.                   | 1,42 %                | 0,55 %                | 1,80 %                | 2,59 %                |
| 21                        | Paolo Jannacci            | Voglio parlarti adesso       | 16.                   | 7.                    | 13.                   | 2,18 %                | 2,20 %                | 0,45 %                | 3,31 %                |
| 22                        | Elettra Lamborghini       | Musica (e il resto scompare) | 21.                   | 23.                   | 18.                   | 1,78 %                | 2,03 %                | 2,25 %                | 2,57 %                |
| 23                        | Rancore                   | Eden                         | 22.                   | 9.                    | 7.                    | 1,83 %                | 4,54 %                | 2,46 %                | 3,96 %                |

| Interpret                 | Lied        | Abstimmungsergebnisse | Abstimmungsergebnisse | Abstimmungsergebnisse | Abstimmungsergebnisse |
| Interpret                 | Lied        | Demoskop. Jury (33 %) | Presseraum (33 %)     | Televoting (34 %)     | Insgesamt             |
| ------------------------- | ----------- | --------------------- | --------------------- | --------------------- | --------------------- |
| Diodato                   | Fai rumore  | 36,33 %               | 57,97 %               | 23,93 %               | 39,26 %               |
| Francesco Gabbani         | Viceversa   | 38,67 %               | 24,15 %               | 38,85 %               | 33,94 %               |
| Pinguini Tattici Nucleari | Ringo Starr | 25,00 %               | 17,87 %               | 37,21 %               | 26,80 %               |

#### Gäste
- Fiorello (Komiker)
- Tiziano Ferro (Sänger)
- Banda musicale dell’Arma dei Carabinieri (Militärkapelle)
- Cristiana Capotondi (Schauspielerin)
- Biagio Antonacci (Sänger)
- Ivan Cottini (Tänzer)
- Christian De Sica, Diego Abatantuono, Massimo Ghini, Paolo Rossi, Angela Finocchiaro (Schauspieler)
- Edoardo Pesce (Schauspieler)
- Vittorio Grigolo (Sänger)
- Gente de Zona (Band)

## Dopofestival
Die traditionelle Talkshow Dopofestival, die an jedem Abend im Anschluss an das Festival stattfindet, wurde in diesem Jahr unter dem Titel L’altro Festival ausschließlich im Livestream auf RaiPlay ausgestrahlt. Sie fand im Palafiori von Sanremo statt und wurde von Nicola Savino moderiert, unter Mitwirkung von Myss Keta, Gemelli di Guidonia, Valerio Lundini und Eddy Anselmi.

## Einschaltquoten
Italienische Einschaltquoten gemäß Auditel-Erhebungen:
| Ausstrahlung    | Durchschnitt | Durchschnitt |
| Ausstrahlung    | Zuschauer    | Quoten       |
| --------------- | ------------ | ------------ |
| 4. Februar 2020 | 10.058.000   | 52,2 %       |
| 5. Februar 2020 | 9.693.000    | 53,3 %       |
| 6. Februar 2020 | 9.836.000    | 54,5 %       |
| 7. Februar 2020 | 9.504.000    | 53,3 %       |
| 8. Februar 2020 | 11.477.000   | 60,6 %       |
| Durchschnitt    | 10.113.600   | 54,8 %       |

## Belege
1. ↑  Robyn Gallagher: Italy: RAI confirms Sanremo 2020 acts must decide on Eurovision participation BEFORE live shows. In: wiwibloggs.com. 26. Oktober 2019, abgerufen am 4. Januar 2020 (englisch).
2. ↑  Sanremo 2020, tutti i nomi dei Big in gara. In: Rockol.it. Abgerufen am 31. Dezember 2019 (italienisch).
3. ↑  Bugo e Morgan squalificati da Sanremo 2020. Ecco cosa è successo. In: Sorrisi.com. 8. Februar 2020, abgerufen am 9. Februar 2020 (italienisch).
4. 1 2  Sanremo 2020 Autori e produttori di tutti i brani in gara, Campioni e Giovani. In: All Music Italia. 8. Januar 2020, abgerufen am 10. Januar 2020 (italienisch).
5. 1 2  Premio Lunezia a Diodato per brano Fai rumore. ANSA, 2. Februar 2020, abgerufen am 2. Februar 2020.
6. ↑  Giordano SanGiorgi: Tosca per il Festival di Sanremo vince il premio speciale dedicato a Nilla Pizzi dal Centro di Ascolto di OAPlus e MEI. MEI, abgerufen am 8. Februar 2020 (italienisch).
7. ↑  Sanremo: Tecla vince Premio Enzo Jannacci 2020. ANSA, 6. Februar 2020, abgerufen am 8. Februar 2020 (italienisch).
8. 1 2  Classifiche Sanremo 2020 Nuove Proposte. (PDF) Rai, 9. Februar 2020, abgerufen am 9. Februar 2020 (italienisch).
9. 1 2  Classifiche Sanremo 2020 Campioni. (PDF) Rai, 9. Februar 2020, abgerufen am 9. Februar 2020 (italienisch).
10. ↑  Giorgia Iovane: Ascolti tv martedì 4 febbraio 2020: prima serata di Sanremo 70 al 52% di share. In: TVblog.it. 5. Februar 2020, abgerufen am 5. Februar 2020.
11. ↑  Fabio Fabbretti: Ascolti Sanremo 2020: seconda serata del 5 febbraio. In: DavideMaggio.it. 6. Februar 2020, abgerufen am 6. Februar 2020.
12. ↑  Fabio Fabbretti: Ascolti Sanremo 2020: terza serata del 6 febbraio. In: DavideMaggio.it. 7. Februar 2020, abgerufen am 7. Februar 2020.
13. ↑  Fabio Fabbretti: Ascolti Sanremo 2020: quarta serata del 7 febbraio. In: DavideMaggio.it. 8. Februar 2020, abgerufen am 8. Februar 2020.
14. ↑  Stefania Stefanelli: Ascolti TV Sabato 8 febbraio 2020. La Finale del Festival di Sanremo 2020 al 60.6% (11.5 mln). In: DavideMaggio.com. 9. Februar 2020, abgerufen am 9. Februar 2020.